# Ploceus bicolor
Ploceus bicolor е вид птица от семейство Ploceidae.

## Разпространение
Видът е разпространен в Ангола, Бурунди, Габон, Екваториална Гвинея, Замбия, Зимбабве, Камерун, Демократична република Конго, Република Конго, Кения, Малави, Мозамбик, Нигерия, Руанда, Сомалия, Судан, Свазиленд, Танзания, Уганда, Южна Африка и Южен Судан.